# Lichirtes hexapodoides
Lichirtes hexapodoides is een hooiwagen uit de familie Agoristenidae.